# Genengmulyo
Genengmulyo is een bestuurslaag in het regentschap Pati van de provincie Midden-Java, Indonesië. Genengmulyo telt 3146 inwoners (volkstelling 2010).